# 氧族元素的氫化物
氧族元素的氫化物是二元氢化物，为氧族元素原子：氧、硫、硒、碲和钋，和氢原子形成的化合物。水是最早發現的这类化合物， 有一个氧原子和二个氢原子，也是地球表面最常见的氧族元素氫化物。

## 含有一個氧族元素的雙氫化合物
氧族元素最主要的氫化物（包括水在內）其化學式為H2X，X代表氧族元素。這些化合物是三原子化合物，其構型是角形分子構型，具有极性。水是地球生物中必需要的物質，在地球表面有70.9%是水。其他的氧族雙氫化合物多半有劇毒性，有類似蛋或蔬菜腐壞的惡臭。硫化氫是在缺氧環境下分解的常見產物，有類似屁的氣味，硫化氫也是火山气体。雖然硫化氫有毒性，不過人體仍會產生少量的硫化氫，作為细胞信号传送用。
水可以溶解其他的氧族雙氫化合物（至少可以溶解到分子量小於等於碲化氫的化合物），形成酸性溶液，這種溶液的酸性比卤化氢要弱，不過有類似的趨勢，其酸性都隨氧族元素原子量增加而變大，在水中的形式也類似（將水變成水合氢离子H3O+，溶質變成XH−離子）。目前還不知道钋化氫和水是否會形成酸性溶液，或是類似金屬氫化物的物質（參見砹化氫）。
| 化合物 | 水溶液 | 化学式 | 幾何 | pKa    | 模型 |
| ------ | ------ | ------ | ---- | ------ | ---- |
| 水     | 水     | H2O    |      | 13.995 |      |
| 硫化氫 | 氫硫酸 | H2S    |      | 7.0    |      |
| 硒化氫 | 氫硒酸 | H2Se   |      | 3.89   |      |
| 碲化氫 | 氫碲酸 | H2Te   |      | 2.6    |      |
| 钋化氢 | 氫钋酸 | H2Po   |      | ?      |      |
| 𫟷化氫 | 氫𫟷酸 | H2Lv   |      | ?      |      |

以下是這些化合物的一些特性：
| 性质                                                                          | H2O         | H2S         | H2Se       | H2Te        | H2Po          |
| ----------------------------------------------------------------------------- | ----------- | ----------- | ---------- | ----------- | ------------- |
| 熔點（°C）                                                                    | 0.0         | −85.6       | −65.7      | −51         | −35.3         |
| 沸點（°C）                                                                    | 100.0       | −60.3       | −41.3      | −4          | 36.1          |
| {\displaystyle \Delta H_{f}^{\circ }\left(\mathrm {kJ\cdot mol} ^{-1}\right)} | −285.9      | +20.1       | +73.0      | +99.6       | ?             |
| 氣態分子的鍵角（H–X–H）                                                       | 104.45°     | 92.1°       | 91°        | 90°         | 90.9°（預測） |
| 解離常數（HX−, K1）                                                           | 1.8 × 10−16 | 1.3 × 10−7  | 1.3 × 10−4 | 2.3 × 10−3  | ?             |
| 解離常數（X2−, K2）                                                           | 0           | 7.1 × 10−15 | 1 × 10−11  | 1.6 × 10−11 | ?             |

## 含有二個氧族元素的雙氫化合物
這類的化合物化學式為H2X2，比較不穩定，容易分解為氧族元素以及氧族元素的雙氫化合物。例如：2 H2O2→2 H2O+O2。
這類化合物中最重要的是過氧化氫H2O2，淺藍色，幾近無色的液體，其揮發性比水低，但密度及粘度比水高。過氧化氫是重要的化合物，可以在不同酸鹼值下氧化或是還原其他物質，可以形成過氧金屬錯合物和過氧酸錯合物，也參與許多蛋白質的酸／鹼反應。低濃度的過氧化氫會用在家庭中，例如作為消毒劑或是頭髮漂白。不過高濃度溶液就有高度危險性。
| 化合物   | 化學式 | 鍵長 | 模型 |
| -------- | ------ | ---- | ---- |
| 过氧化氢 | H2O2   |      |      |
| 二硫化氫 | H2S2   |      |      |
| 二硒化氫 | H2Se2  | —    |      |
| 二碲化氫 | H2Te2  | —    |      |

以下是一些相關的性質：
| 性质       | H2O2           | H2S2  | H2Se2 | H2Te2 |
| ---------- | -------------- | ----- | ----- | ----- |
| 熔點（°C） | -0.43          | −89.6 | ?     | ?     |
| 沸點（°C） | 150.2 （分解） | 70.7  | ?     | ?     |

## 含有三个或以上的氧族元素的氢化物
所有直链型氧族元素氢化物都有一个通式 H2Xn。
比 H2O2 有更多氧原子的氢的氧化物都不稳定。 过三氧化氢，含有三个氧原子， 在几个反应中是一个短暂的不稳定中间体。 之后的两个氢的氧化物：过四氧化氢和过五氧化氢也被合成了，有着高反应性。 过三氧化氢有一个假想异构体，其中两个氢原子连接在三氧链的中心氧上，而不是在每个末端连接一个氢原子。（结构：O–-(OH22+)-O–） 
从 H2S 和 H2S2之后，很多多硫化氢，通式H2Sn (n = 3–8) 已被发现并且是稳定的。  它们具有无支链的硫链，反映了硫对串联的倾向。 从 H2S2开始， 所有的多硫化氢在常温下都是液体。 H2S2 是无色的，而其它多硫化氢是黄色的。随着 n 增加，它的颜色也越黄，密度、沸点和黏度也随着增加。 它们的物理性质如下表：
| 化合物 | 20 °C 下的密度 (g•cm−3) | 蒸气压 (mmHg)     | 沸点 (°C) |
| ------ | ----------------------- | ----------------- | --------- |
| H2S    | 1.363 (g•dm−3)          | 1740 (kPa, 21 °C) | -60       |
| H2S2   | 1.334                   | 87.7              | 70        |
| H2S3   | 1.491                   | 1.4               | 170       |
| H2S4   | 1.582                   | 0.035             | 240       |
| H2S5   | 1.644                   | 0.0012            | 285       |
| H2S6   | 1.688                   | ?                 | ?         |
| H2S7   | 1.721                   | ?                 | ?         |
| H2S8   | 1.747                   | ?                 | ?         |

但是，它们很容易被氧化，并且都是热不稳定的，容易歧化成硫和硫化氢： 
H2Sn  → H2S + n − 1/8 S8
碱可以催化这个反应。
它们也会和亚硫酸盐和氰化物 反应，形成硫代硫酸盐和硫氰酸盐。
三硫化氢的另一种假想，已用电脑模拟的异构体，其中两个氢原子连接在三硫链的中心硫上，而不是在每个末端都连接一个。（结构：S–-(SH22+)-S–）硫代亚硫酸的两个氧原子被硫取代后，会形成四硫化氢的异构体 ((HS)2S+–S–)，已被电脑模拟。 硫代硫酸的三个氧原子被硫取代会产生五硫化氢的异构体，已通过电脑模拟出来了。
更高价的钋氢化物可能存在。